# Einheitspsychose
Der Begriff Einheitspsychose stellt ein nosologisches Konzept der Psychiatrie dar, nach dem die verschiedensten Formen psychischer Krankheit nur aufeinanderfolgende Stadien eines kontinuierlichen Krankheitsprozesses sind und somit ein psychotisches Kontinuum darstellen. Eine differenzierte Unterscheidung in verschiedene eigenständige Krankheitsbilder (psychiatrische Krankheitseinheiten) wie etwa der Schizophrenie und der endogenen Depression („Dichotomie“ von Emil Kraepelin) ist daher nicht zwingend. Übergänge von einer Form in die andere sind prinzipiell immer möglich. Die Vielfalt psychiatrischer Erscheinungsformen kann demnach auch durch Untergliederung und Klassifikation in einzelne Krankheitseinheiten – nicht übersichtlicher und widerspruchsfreier beschrieben werden. Vielmehr müsse von der Vorstellung einer „Einheitspsychose“ ausgegangen werden, in der alle Krankheitsformen gemeinsam enthalten seien. Nach einer bereits von Albert Zeller und Heinrich Neumann um 1860 gegebenen Definition unterscheiden sich psychiatrische Krankheitsbilder hauptsächlich durch ihren mehr oder weniger günstigen Verlauf. Die ungünstigen Endzustände seien durch gänzlichen geistigen Zerfall bzw. durch Defektbildung gekennzeichnet.(a)

## Verlaufsstadien oder Kontinuum?
- Jean Étienne Dominique Esquirol (1772–1840) hat sich mit dem Begriff des Krankheitsprozesses in der Psychiatrie ausführlich befasst. Er hat vier Krankheitsstadien im Sinne des prozesshaft ablaufenden Krankheitsgeschehens unterschieden: Melancholie → Monomanie → Manie → Demenz. Er ging davon aus, dass eine funktionell-psychische Beeinträchtigung auf die Dauer zu einer strukturell-körperlichen Schädigung führt, es sei denn, dass der vorübergehende Verlauf durch eine »heilsame Krise« oder eine diesen Ablauf aufhaltende »Leidenschaft« beeinflusst wird, vgl. das Problem der endogenen Psychose. Auch den Alterungsprozess hat Esquirol in diesem Zusammenhang gesehen. Esquirol hat die historisch vergleichende Methode von Philippe Pinel (1745–1826) übernommen. Er hat darüber hinaus auch das Dreistadiengesetz von Auguste Comte (1798–1857) auf den Suizid angewandt. Das Problem des Suizids sei zuerst unter das religiöse, dann unter das bürgerliche Gesetz gefallen, schließlich müsse es jetzt unter das medizinische Gesetz fallen. Der Suizid sei nun als Krankheit zu betrachten. Die von Esquirol vertretene moralische Behandlung überträgt jedoch umgekehrt eine erhebliche moralische Verantwortung auf das Arzt-Patient-Verhältnis und auf die Verantwortung der Gesellschaft.[4]

- Joseph Guislain (1797–1860) hat nach Klaus Dörner den Begriff der Einheitspsychose in die europäische Diskussion eingebracht und ihn z. B. an Ernst Albert Zeller und Wilhelm Griesinger weitergegeben, vgl. auch Bodamer Kap. Literatur.[4]

- Albert Zeller (1804–1877) unterschied ebenfalls vier Krankheitsstadien: Melancholie → Manie (Tollheit) → Verrücktheit → Blödsinn im Sinne eines einheitlichen Verlaufs psychischer Krankheiten.[5] Ackerknecht sieht hier vor allem ein emotionelles und ein verstandesgestörtes Stadium.[6] Spezielle Krankheitsprozesse für einzelne psychische Krankheitseinheiten erkannte Zeller nicht an. Er wird daher zu den Vertretern der erst später von Heinrich Neumann begründeten Lehre der Einheitspsychose gerechnet.[3](b) Er gab den Gedanken der Einheitspsychose von Guislain an seinen Schüler Wilhelm Griesinger (1817–1868) weiter.[4] Dieser zitiert Guislain in der Annahme, dass die Melancholie und der mit ihr verbundene psychische Schmerz die Grundform aller anderen psychischen Krankheiten darstellt, wie folgt: „Ursprünglich ist der Wahnsinn ein Zustand von Übelbefinden, Angst, Leiden, ein Schmerz, aber ein moralischer, intellektueller, zerebraler.“[7] Der neue klinische Geist Griesingers ließ ihn der These des Krankheitsprozesses und nicht der eines „Konglomerats von Symptomen“ folgen. Er ersparte sich Ackerknecht zufolge dadurch „leere Klassifikationsübungen“.[6]

- Heinrich Neumann (1814–1884) unterschied drei Krankheitsstadien: produktive pathologische Geisteserzeugnisse → Lockerung der Vorstellungszusammenhänge → geistiger Zerfall.[5] Die Anzahl der angenommenen Stadien erscheint jedoch von fraglicher Bedeutung. Sie dient offenbar nur der Beschreibung eines „einheitlichen zeitlichen Ablaufs“ von psychischer Krankheit überhaupt. Dem trägt die Bezeichnung psychotisches Kontinuum evtl. besser Rechnung.

- Als Mischpsychose wird eine auch Schizoaffektive Störung genannte Verbindung zweier Krankheitseinheiten benannt, nämlich depressiv-manischer und schizophrener Hauptkriterien.[3](c) [8](b)
- Sigmund Freud hat das dynamische Prinzip der Konfliktspannung als das für Neurose und Psychose gemeinsame Kriterium der pathogenetischen Unterscheidung bezeichnet und damit gleichzeitig einen gemeinsamen Pathomechanismus aufgezeigt.[9](a) Bei der Neurose bestehen innere Konflikte, bei der Psychose äußere.[9](b) Sie werden bei der Psychose als narzisstische Verarbeitungsmodi bezeichnet.[9](c) Entsprechend der quantitativen Bedeutung der Konfliktspannung sind bei der Psychose höhere krankmachende Potentiale wirksam, da es hier keine der Verdrängung ähnliche Möglichkeiten der Kompensierung gibt.[9](d)

## Geschichte der Psychiatrie
Das Konzept der Einheitspsychose entsprach nicht dem der klassischen deutschen Psychiatrie. Diese hielt vier verschiedene Prinzipien zur Differenzierung und Klassifizierung von psychischer Krankheit für angezeigt:(a)
1. Ursache (Kausalzusammenhang, Ätiologie)
2. Erscheinungen (Symptome und Symptomverkopplungen, sog. Symptomenkomplexe)
3. Hirnbefund (Anatomie, Histologie)
4. Verlauf und Ausgang der Krankheit

Vor allem Emil Kraepelin und Kurt Schneider versuchten jeweils typische Symptome zu beschreiben, die es gestatteten, die Prognose schon vorab aufgrund psychopathologischer Befunderhebung zu stellen und nicht erst durch die Beobachtung des Krankheitsverlaufs. Kurt Schneider beschrieb daher z. B. Symptome ersten Ranges bei der Schizophrenie. Dennoch bezog sich Emil Kraepelin indirekt auch auf die Verlaufsbeschreibung Heinrich Neumanns, nämlich auf dem Umweg über Karl Ludwig Kahlbaum.

## Vom Sinn unterschiedlicher nosologischer Konzepte
Unterschiedliche nosologische Konzepte mögen zu wenig ergiebigen Auseinandersetzungen führen über die Richtigkeit der sich gegenseitig widersprechenden Auffassungen. Sie haben nur dann einen Sinn, wenn eine hinlängliche Kompromissbereitschaft auf allen Seiten des Diskurses besteht. Der Sinn besteht also in der Verständigung zwischen den Gesprächsteilnehmern und nicht in der Auseinandersetzung über die Wahrheit, da das Wesen von Krankheit letztlich unbekannt ist.(c)